# آبراهام فن بیرن

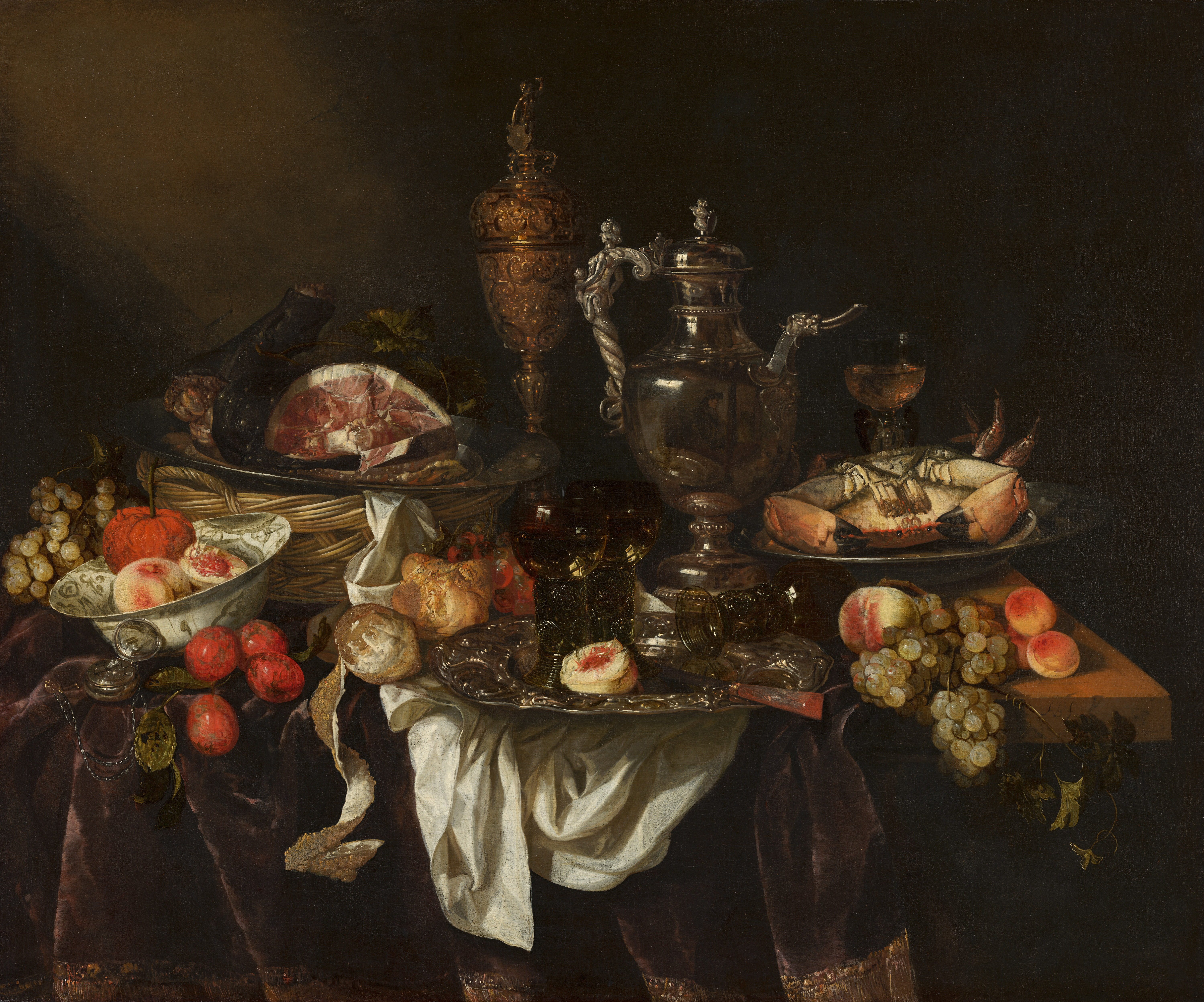

آبراهام فن بیرن(به هلندی: Abraham Hendriksz van Beijeren ،Abraham van Beyeren)،(زاده حدود ۱۶۲۰ در لاهه - درگذشته حدود ۱۶۹۰ در روتردام) نقاش هلندی سبک باروک طبیعت بی‌جان بود.او در روزگار خود زیاد شناخته شده نبود و در ابتدا به عنوان یک نقاش دریایی فعالیت می‌کرد،او اکنون به عنوان یکی از مهمترین نقاشان طبیعت بی‌جان در نظر گرفته می‌شود،او بویژه نقاش ماهی و طبیعت بی‌جان اشیای لوکس بود.

## نگارخانه

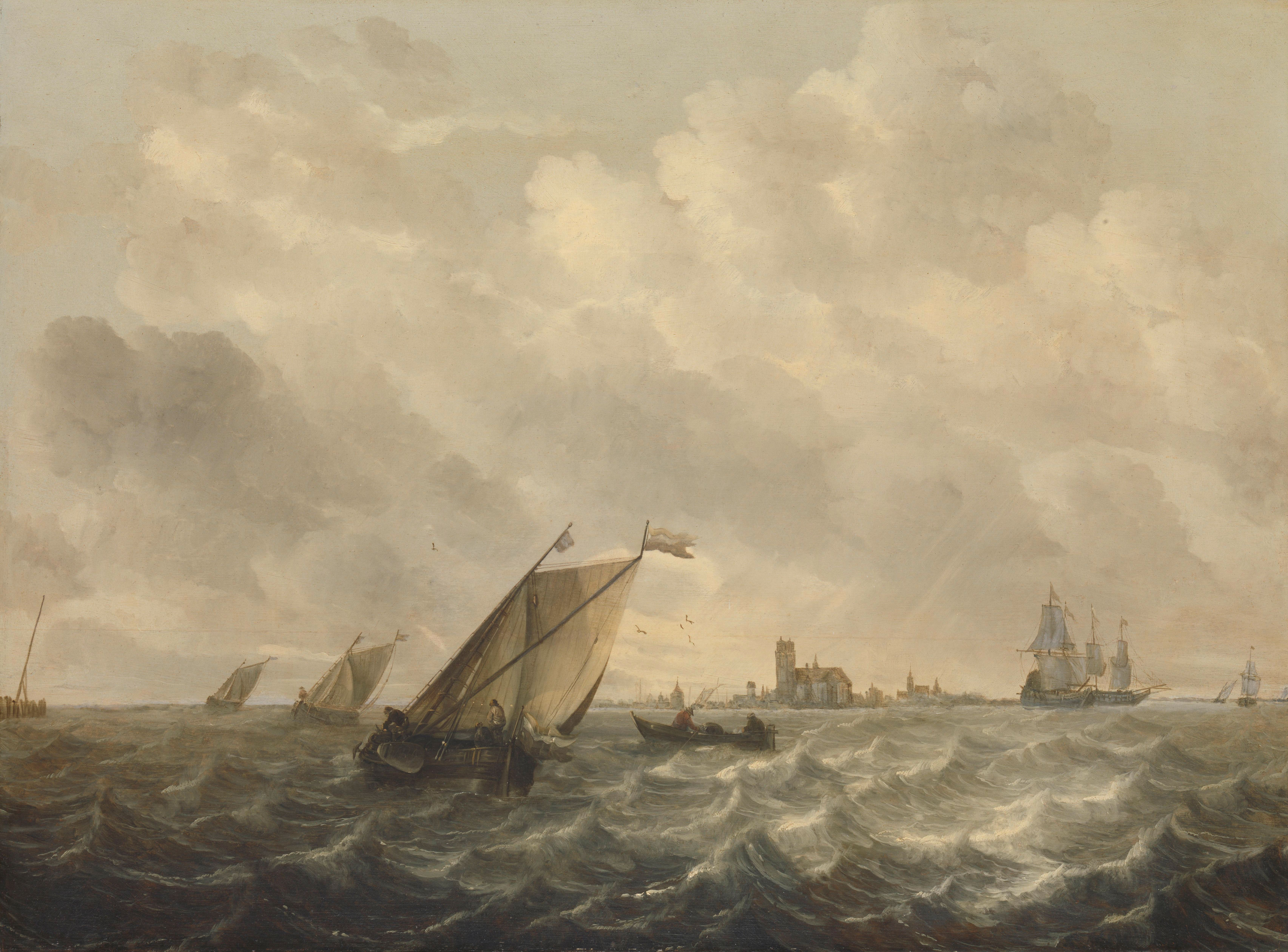
منظره رودخانه
ماهی روغن‌کرچک و ماهی دیل
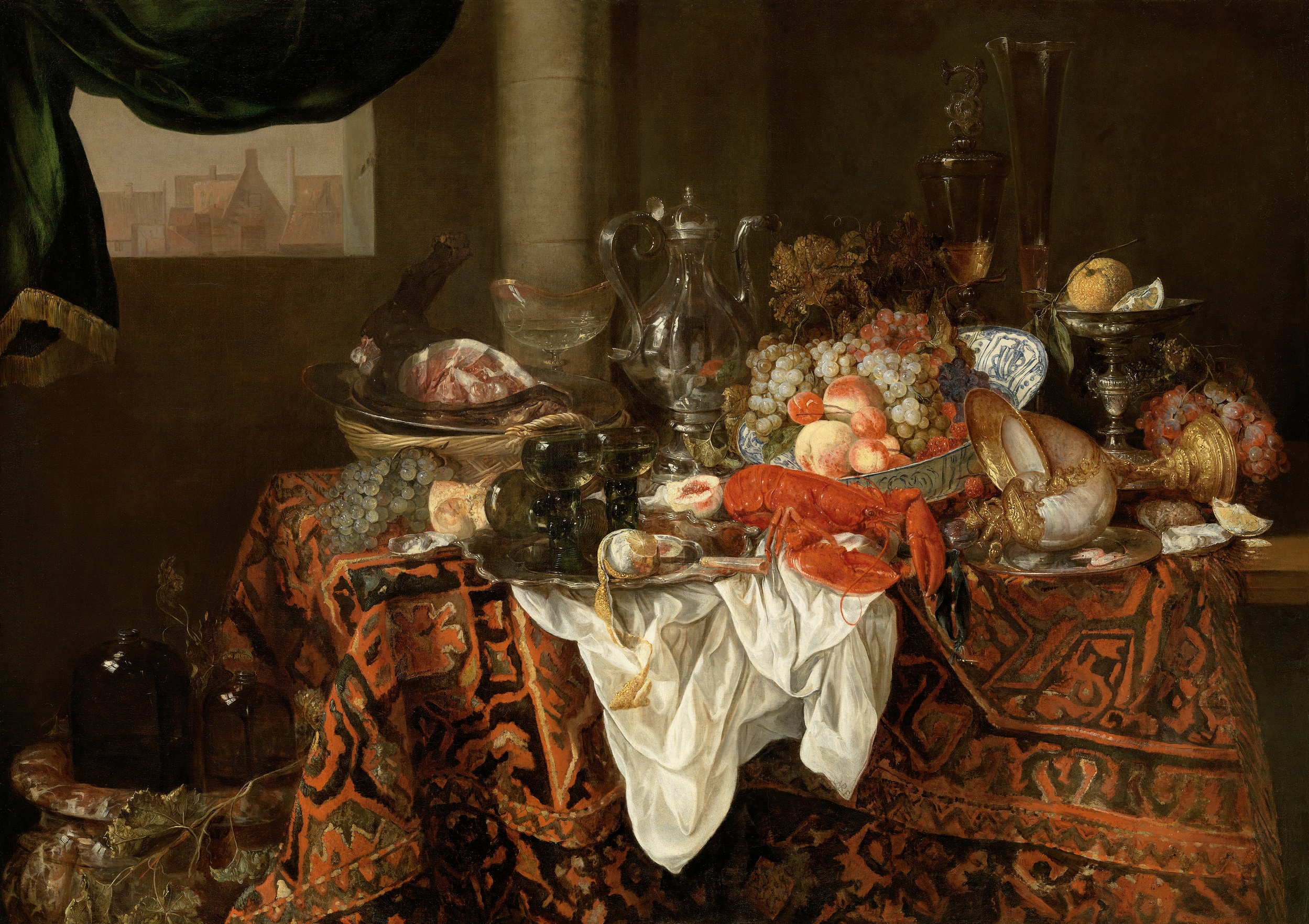
طبیعت بی‌جان با چشم‌انداز دهه ۱۶۵۰
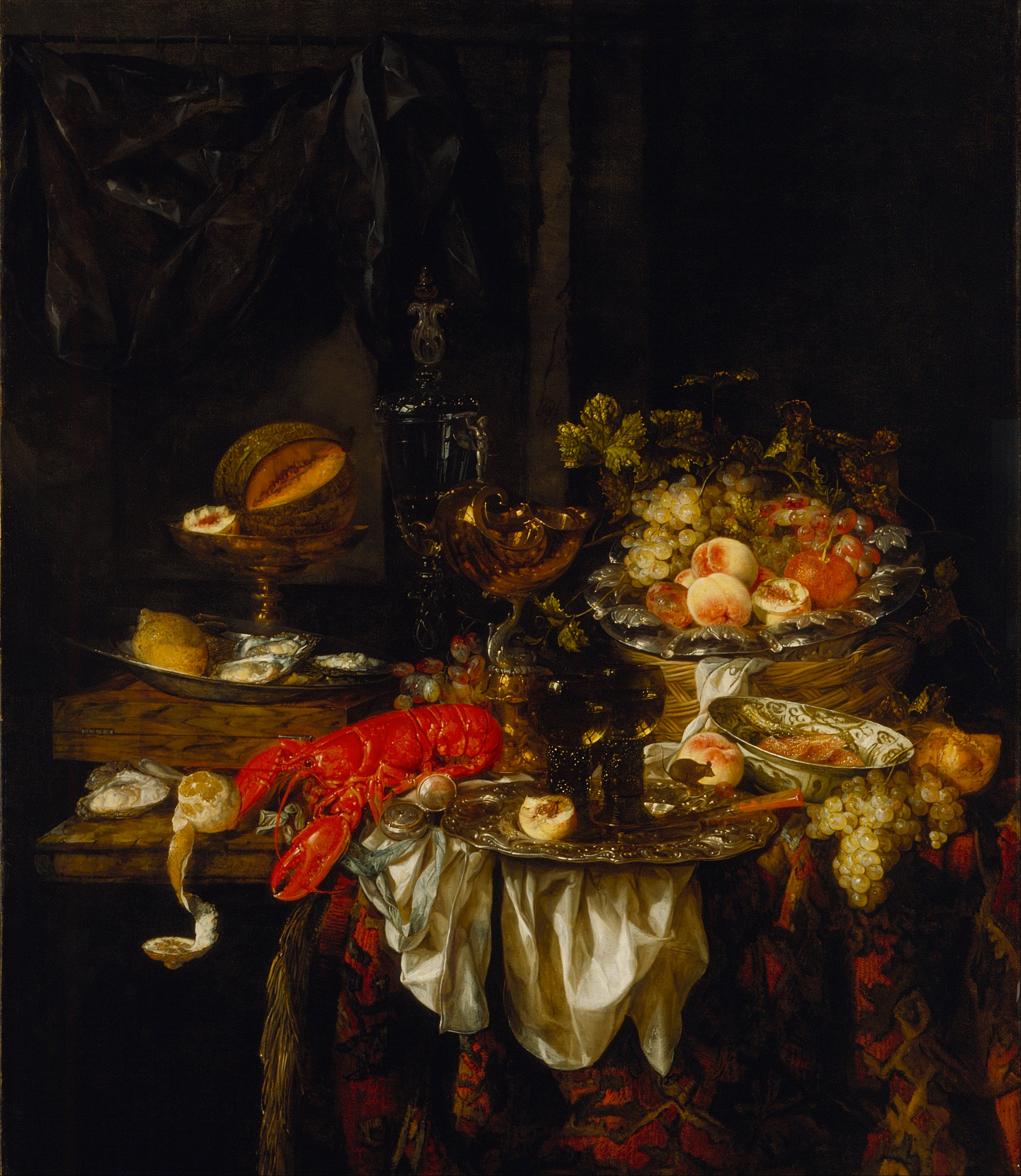
بزم طبیعت بی‌جان

## مطالعه بیشتر
- Bergström, Ingvar, "Dutch Still Life Painting in the Seventeenth Century", New York: T. Yoseloff, 1956.